# Doto escatllari
Doto escatllari is een slakkensoort uit de familie van de Dotidae. De wetenschappelijke naam van de soort is voor het eerst geldig gepubliceerd in 1998 door Ortea, Moro & Espinosa.